# Teatro Peruano Japonés
El Teatro Peruano Japonés es un escenario teatral ubicado en el distrito de Jesús María, en Lima, Perú. En este teatro se dan actividades como conciertos, obras de teatro, musicales, conferencias, concursos, etc. Forma parte del complejo de la Asociación Peruano Japonesa, por el que han desfilado artistas peruanos e internacionales.

## Historia
El Teatro Peruano Japonés fue inaugurado como parte del complejo del Centro Cultural Peruano Japonés, siendo el 21 de agosto de 1993 como un espacio de encuentro y difusión de las distintas manifestaciones del arte, tradiciones y cultura del Perú y Japón.

## Ficha técnica
- Usos: Teatro, conciertos, proyecciones, conferencias, etc.
- Capacidad: 1025 personas, (en platea: 569 butacas y, en mezanine: 456 butacas).
- Escenario: 10 metros de fondo, 15 metros de boca (ancho de escenario), tiene capacidad para 50 músicos (foso para orquesta).
- Sonido: Tratamiento acústico de paredes y techos para obtener la acústica ideal de un teatro.
- Servicios: 3 camerinos individuales, 2 camerinos grupales y, 2 camerinos a nivel de escenario.

## Eventos
El Teatro Peruano Japonés ha sido el escenario teatral por el que han desfilado artistas peruanos e internacionales. En él se han realizado diversas actividades como conciertos, obras de teatro, musicales, conferencias, concursos, etc. 
Además de ser sede de eventos, el Teatro Peruano Japonés, ha sido recinto de las grabaciones acústicas siguientes:
- Desde 1983 el teatro es la sede de la provincia de Lima para el Concurso Nacional de Música organizado por la asociación Nueva Acrópolis.
- En 2004 el grupo de rock peruano Libido grabó un disco: Libido Acústica, grabado en el recinto durante una presentación acústica de la banda.
- En 2005 la banda de rock peruano Mar de Copas realizó un DVD llamado: De Tierra, filmado en el recinto durante una presentación acústica de la banda.
- En 2012 se presentó el musical Hairspray, bajo la dirección de Juan Carlos Fisher y con las actuaciones de Sergio Galliani, Oriana Cicconi, Jesús Neyra, Gisela Ponce de León, Rossana Fernández-Maldonado, Bettina Oneto, entre otros.
- En 2015 la mítica banda peruana de rock psicodélico Traffic Sound realizó 2 presentaciones: el 17 y 22 de Rocktubre todas con lleno total.